# Angianthula
Angianthula is een geslacht van neteldieren uit de klasse van de Anthozoa (bloemdieren).

## Soorten
- Angianthula bargmannae Leloup, 1964
- Angianthula cerfontaini Leloup, 1968